# Klondike (regió canadenca)

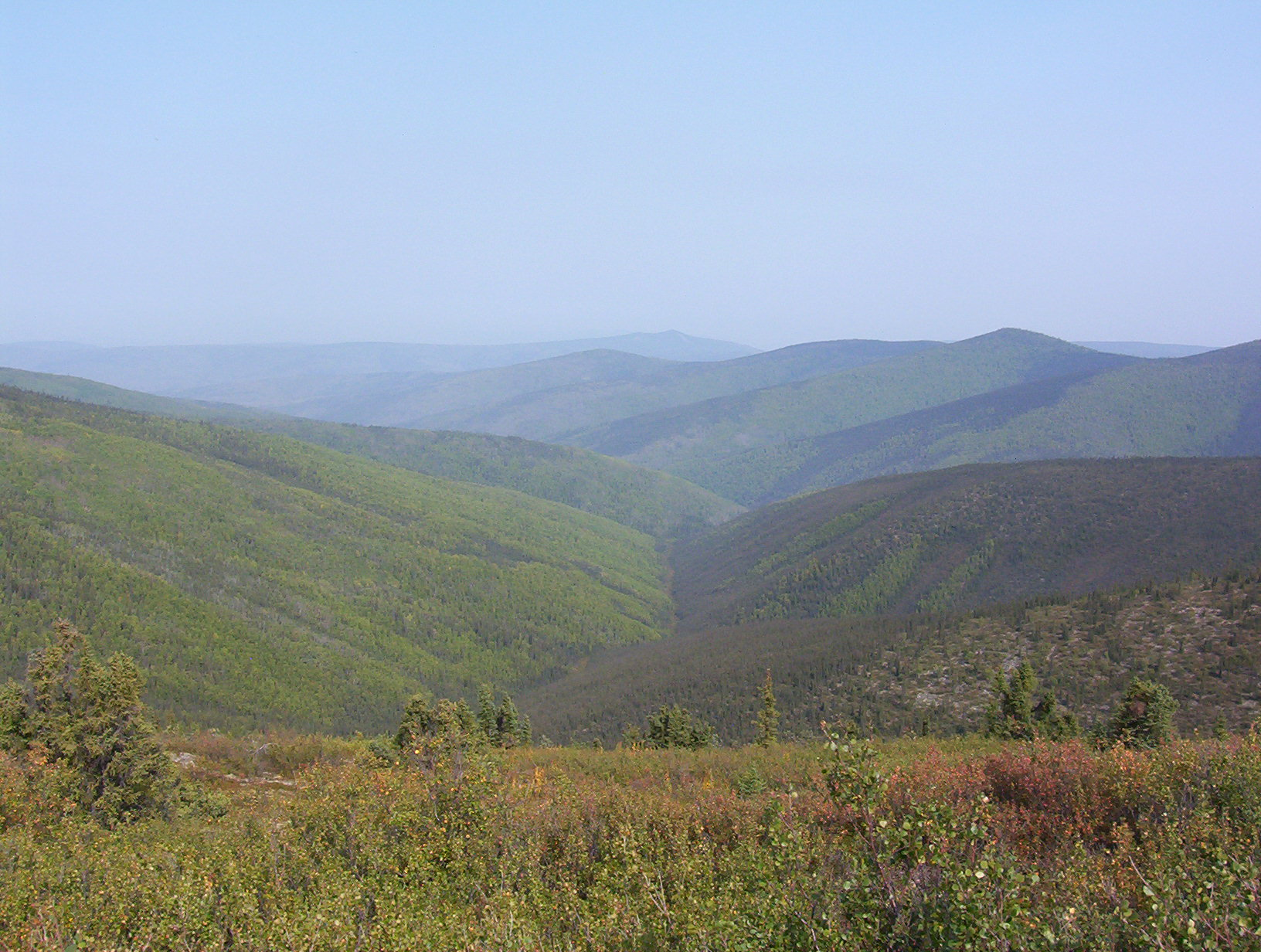
Hunker Creek, Klondike

El Klondike (/ˈklɒndaɪk/) és una regió del Yukon, territori al nord-oest del Canadà a l'est d'Alaska. Aquell rau al voltant del riu Klondike, un petit afluent del Yukon a l'est a Dawson City. El Klondike és conegut sobretot per la Febre de l'or de Klondike, que s'inicià el 1896 i durà fins al 1899. En aquesta àrea s'ha extret excepte un breu període entre les darreries de la dècada del 1960 i principis dels 70. El nom "Klondike" prové del terme hän Tr'ondëk, que significa "aigua de percutors". Els primers buscadors d'or el trobaven difícil de pronunciar aquest mot de les Primeres Nacions, així que "Klondike" fou el resultat d'aquesta pobra pronúncia. El clima és calorós durant el curt estiu, i molt fred durant el prolongat hivern. Per gel d'octubre tardà és format sobre els rius. Durant la majoria de l'any el terra està congelat entre els 1 i 3 metres de profunditat.